# Avalon (Califòrnia)
Avalon és una ciutat dels Estats Units a l'estat de Califòrnia. Segons el cens del 2000 tenia 3.127 habitants. Avalon és l'única comunitat incorporada que s'ubica en l'Illa de Santa Catalina en les Illes de Santa Bàrbara de Califòrnia.

## Demografia
Segons el cens del 2000, Avalon tenia 3.127 habitants, 1.158 habitatges, i 719 famílies. La densitat de població era de 429,7 habitants/km².
Dels 1.158 habitatges en un 38,3% hi vivien nens de menys de 18 anys, en un 44% hi vivien parelles casades, en un 11,2% dones solteres, i en un 37,9% no eren unitats familiars. En el 31,3% dels habitatges hi vivien persones soles el 10,3% de les quals corresponia a persones de 65 anys o més que vivien soles. El nombre mitjà de persones vivint en cada habitatge era de 2,65 i el nombre mitjà de persones que vivien en cada família era de 3,38.
Per edats la població es repartia de la següent manera: un 30,3% tenia menys de 18 anys, un 7,7% entre 18 i 24, un 30,2% entre 25 i 44, un 21,7% de 45 a 60 i un 10,1% 65 anys o més.
L'edat mediana era de 34 anys. Per cada 100 dones de 18 o més anys hi havia 98,2 homes.
La renda mediana per habitatge era de 39.327 $ i la renda mediana per família de 46.406 $. Els homes tenien una renda mediana de 30.789 $ mentre que les dones 24.643 $. La renda per capita de la població era de 21.032 $. Entorn del 9,2% de les famílies i el 10,4% de la població estaven per davall del llindar de pobresa.

## Poblacions properes
El següent diagrama mostra les poblacions més properes.